# Сорокин, Александр Фёдорович
Александр Фёдорович Сорокин (14 декабря 1955, Волжский, Волгоградская область, СССР) — советский футболист, защитник и полузащитник. Мастер спорта СССР международного класса (1979). Известен по своим выступлениям за московский «Спартак».

## Карьера

### Игрок
Воспитанник ДЮСШ Волжский. В чемпионатах СССР на разных уровнях играл за «Баррикады»/«Ротор» (Волгоград), «Торпедо» (Волжский), московские клубы «Спартак», ЦСКА, «Торпедо», «Красная Пресня», «Волгарь» (Астрахань).
За московский «Спартак» провёл 128 матчей, участвовал за клуб в европейских турнирах в 1980 году.

### Тренер
После завершения карьеры футболиста работал тренером в ДЮСШ «Алмаз» (Москва) (1987—1989). Также работал тренером в ДЮСШ «Арарат» (Москва) имени Никиты Симоняна.

## Достижения
- Чемпион СССР в составе «Спартака» (1979)
- Серебряный призёр чемпионата СССР в составе «Спартака» (1980)
- Победитель турнира первой лиги в составе «Спартака» (1977)
- Чемпион Спартакиады народов СССР 1979 года в составе сборной Москвы